# Vladimir Pokhilko
Vladimir Pokhilko, född 1954 död 1998, var en rysk/sovjetisk akademiker och entreprenör som specialiserade sig på människa-datorinteraktion. Tillsammans med Aleksej Pazjitnov så spelade han en aktiv roll i utvecklingen och marknadsföringen av spelet Tetris. Efter ekonomiska bakslag för hans mjukvaruföretag, AmimaTek, så mördade han sin fru Elena Fedotova (38 år) och deras son Peter (12) och begick sedan självmord. Strax före sin död så skrev Pokhilko ett brev, möjligen ett självmordsbrev, där det står:
"Jag har blivit uppäten levande. Vladimir. Kom bara ihåg att jag existerar. Djävulen."